# Ronald Colven
Ronald Thomas John Colven, född 6 juli 1928 i London, är en brittisk-svensk arkitekt.
Colven, som är son till löjtnant Thomas Colven och Edith Hefford, utexaminerades från Bartlett School of Architecture vid University of London 1955. Han var arkitekt vid London County Council 1955, på Nilsson-Sundberg-Wirén arkitektbyrå 1955–1958, på A4 arkitektkontor 1958–1961, hos Jöran Curman 1962–1963 och förste arkitekt på Nilsson-Sundberg-Wirén arkitektbyrå från 1963. Han blev teknologie doktor vid Kungliga Tekniska högskolan 1990 på avhandlingen Today's Design – Tomorrow's Use: Continuity in the Planning Process, vilken behandlar skollokaler och lokaler för förskolebarn.